# Jindřiška Příhodová
Jindřiška Příhodová (rozená Kreuzová, přezdívaná Jetty, 4. říjen 1905 Vídeň – 27. únor 1982 Praha) byla česká právnička, novinářka a diplomatka, druhá manželka houslisty Váši Příhody. Stala se první ženskou absolventkou Konzulární akademie ve Vídni a zároveň de facto první československou diplomatkou, nikdy však nezastávala diplomatickou funkci.

## Život

### Mládí
Narodila se ve Vídni v české rodině. Její strýc Václav Fišer byl v letech 1933 až 1948 majitelem pražské kavárny Slavia. Po získání základního vzdělání nastoupila na vídeňskou Konzulární akademii, kterou absolvovala jako první žena v historii ústavu. Následně se přesunula do Prahy, kde začala studovat na Právnické fakultě Univerzity Karlovy v Praze. Stala se jednou z prvních studentek školy, ženám bylo umožněno řádně navštěvovat univerzity až se vznikem Československa roku 1918.

### V Praze

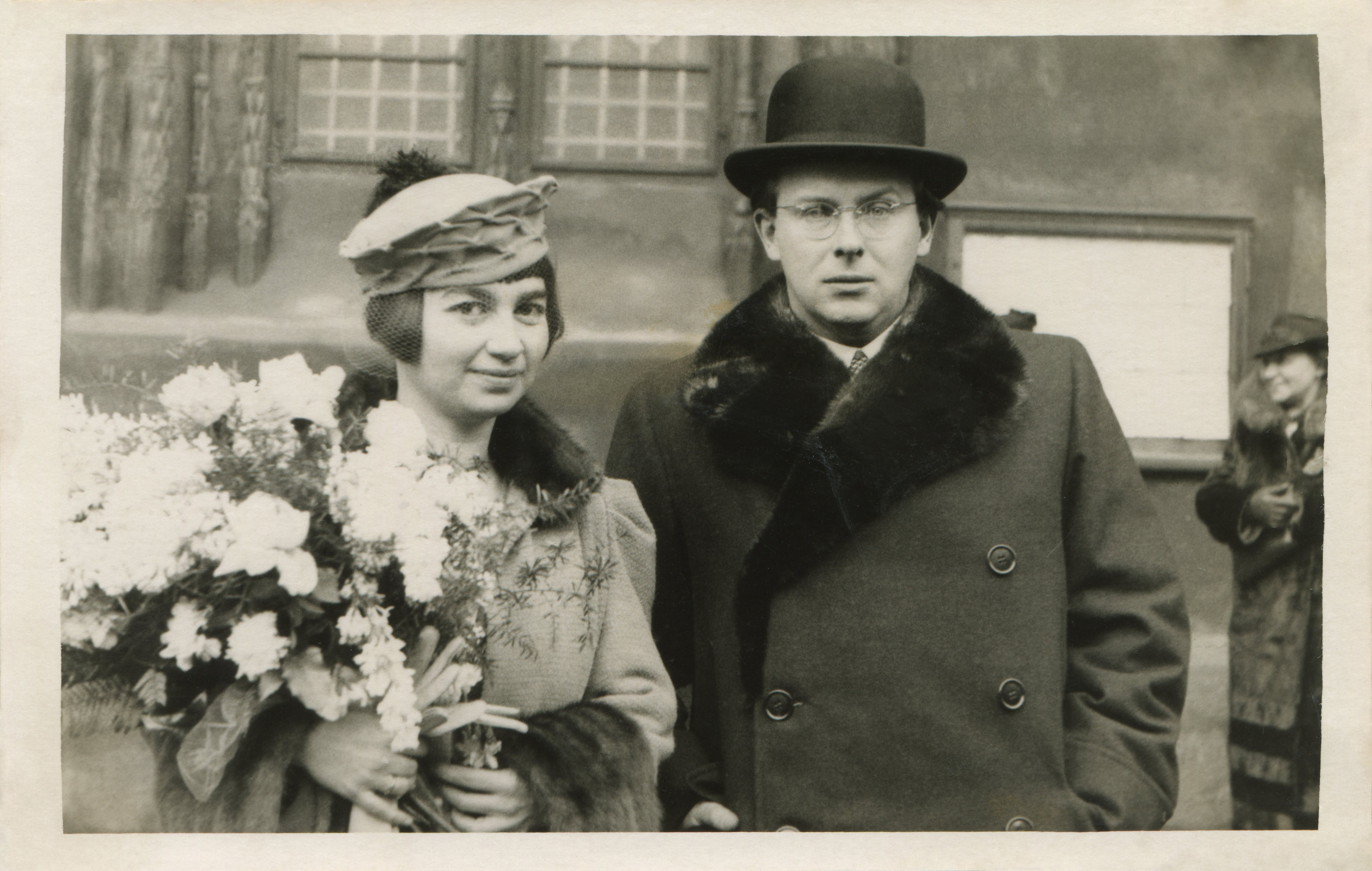
Svatba Váši Příhody a Jindřišky Kreuzové (19. prosince 1936)

Po absolutoriu vysoké školy začala Kreuzová pracovat jako koncipientka. Díky strýci se seznámila a následně korespondovala s populárním českým houslistou Vášou Příhodou. Roku 1930 se však Příhoda oženil s dcerou houslisty Arnolda Rosé, Almou. S tou se však v polovině 30. let rozvedl a záhy po rozluce prvního manželského svazku s Jindřiškou uzavřel 19. prosince 1936 v Praze na Starém Městě sňatek. Jindřiška pak byla v domácnosti. Z tohoto manželství se narodila v roce 1938 dcera Libuše, později provdaná Fialová.
Během druhé světové války byla rodina Příhodové vnímána úřady Nacistického Německa jako nepohodlná a její strýc Jindřich Fišer byl uvězněn v koncentračním táboře Osvětim. Manželství Příhodových bylo pak 4. listopadu 1943 rozvedeno, neboť Příhoda rozvinul poměr s českoněmeckou herečkou Helenou Hrubou, se kterou se posléze oženil.

### Po roce 1948
Po převzetí moci ve státě komunistickou stranou v Československu v únoru 1948 a odchodu Váši Příhody do exilu ve Spojených státech byla Příhodová kvůli svému třídnímu původu a peripetiím bývalého manžela vystavena politické perzekuci. Nadále pracovala jako redaktorka ČTK až do odchodu do penze.
Jindřiška Příhodová zemřela v pražském Veleslavíně 27. února 1982 ve věku 76 let.